# بادي درايفر
بادي درايفر (بالإنجليزية: Paddy Driver)‏ مواليد 13 مايو 1934 في جوهانسبرغ، كان متسابق دراجات نارية جنوب أفريقي. نافس في سباقات بطولة العالم لفئة 500 سي سي ولفئة 350 سي سي ولفئة 125 سي سي ولفئة 50 سي سي. كما شارك في كأس جزيرة مان السياحية.